# 胎生蜥蜴属
胎生蜥蜴属（学名：Zootoca）为正蜥科的一个属。

## 下属物种
本属包括以下物种：
- 胎生蜥蜴 Zootoca vivipara (Lichtenstein, 1823)